# Rosa arkansana
Rosa arkansana (шипшина прерійна) — вид рослин з родини розових (Rosaceae); поширений на півдні Канади й у США.

## Опис
Кущ, утворює сплетіння заростей. Стебла прямовисні, тонкі або дебелі, 6–15 дм, відкрито розгалужені; кора від тьмяно-червоної до пурпурувато-червоної, гола; підприлисткові колючки  рідко присутні, міжвузлові колючки щільно змішані з гострими «верхівками стебла». Листки 5–10(16) см; прилистки 18–24 × 4–7 мм, краї хвилясті, грубо або дрібно залозисто-пилчасті, поверхні голі або запушені; ніжки й ребра листків іноді з колючками, запушені, іноді голі; листочків (5)7–9(11), ніжки 4–12 мм, пластинки оберненояйцюваті, іноді еліптичні, 15–40 × 8–20 мм, краї 1(±)-пилчасті, зубців 8–16 на бік, на верхівці гострі, низ блідо-зелений, запушений, іноді голий, верх зелений, ± сизуватий, тьмяний, іноді запушений (особливо вздовж серединних жилок). Суцвіття щиткоподібні, 1–6(16)-квіткові. Квітки діаметром 3.3–4 см; чашолистки від розлогих до прямовисних, 11–20(30) × (1.5)3–4 мм, кінчик 3–7 × 0.5–1 мм; пелюстки поодинокі, рідко подвійні, рожеві або трояндові, іноді відцвітають до білих, рідше білі, 22–26 × 21–30 мм. Плоди шипшини тьмяно-оранжево-червоні, кулясті, субкулясті або довгасті, 10–11 × 7.5–13 мм, м'ясисті, шийка 0–2 мм. Сім'янки 12–15, темно-жовтувато-брунатні, 4.5–5 × 2.5 мм. 2n = 28.
Період цвітіння: травень — липень.

## Поширення
Поширений на півдні Канади й у США.
Населяє скелясті схили, сухі схили пагорбів, прерії, блефи, відкриті ліси, трав'яні узбіччя доріг. Висота зростання: 200–2100 м.

## Використання
Оджибве використовують настої коренів або відвари R. arkansana як протисудомні засоби, для лікування кровоточивих ран, а також як стимулятори та загальнозміцнюючі засоби. Омахи (Небраска) використовують коріння як ліки для очей, а пелюстки як духи для волосся. R. arkansana використовують у програмі, ініційованій сільським господарством Канади з метою встановлення зимостійких троянд для канадських прерій.